# Vladîn, Novohrad-Volînskîi
Vladîn (în ucraineană Владин) este un sat în comuna Lebedivka din raionul Novohrad-Volînskîi, regiunea Jîtomîr, Ucraina.

## Demografie
Componența lingvistică a localității Vladîn
     Ucraineană (97,44%)
     Rusă (2,56%)
Conform recensământului din 2001, majoritatea populației localității Vladîn era vorbitoare de ucraineană (97,44%), existând în minoritate și vorbitori de rusă (2,56%).